# Giovanni Fago
Giovanni Fago (* 25. April 1933 in Rom) ist ein italienischer Filmregisseur und Drehbuchautor.

## Leben
Fago besuchte nach Abschluss eines Jurastudiums an der Universität La Sapienza in Rom von 1956 bis 1958 das Centro Sperimentale di Cinematografia. Bereits zuvor war er, wie dann auch bi 1967 in der Filmbranche 1955 als Regieassistent tätig. In dieser Funktion arbeitete er für kommerzielle Produktionen, oft an der Seite von Lucio Fulci. Ab 1967 inszenierte er selbst; auch hier standen routiniert gedrehte Genreproduktionen im Vordergrund. Die bedeutendste unter ihnen ist wohl O'Cangaçeiro, ein in Brasilien spielender Revolutionsfilm mit Tomás Milián in der Hauptrolle. Ab Ende der 1970er Jahre verfilmte er einige interessante Geschichten für das italienische Fernsehen. Nach langer Pause inszenierte er 2000 und erneut drei Jahre später wieder für die große Leinwand.
Gelegentlich schrieb er Drehbücher für Filme anderer und trat als Darsteller auf. Sein jüngerer Bruder ist Amedeo Fago. Ein Pseudonym Fagos ist Sidney Lean.

## Filmografie (Auswahl)
- 1967: Django – der Bastard (Per 100.000 dollari t'ammazzo)
- 1968: Django – Melodie in Blei (Uno di più all'inferno)
- 1969: Viva Cangaceiro (O'Cangaçeiro)
- 1974: In der Gewalt des Kindermörders (Fatevi vivi: la polizia non interverrà)
- 1988: Maske des Todes (Série noire: Tu crois pas si bien dire) (Fernsehfilm)